# SMS S 176
S 176 – niemiecki niszczyciel z okresu I wojny światowej. Pierwsza jednostka typu S 176. Po wojnie przekazany Wielkiej Brytanii i tam zezłomowany w 1922 roku.